# تعميم الشيوعية
تشير نظرية تعميم الشيوعية (أو communisation theory في اللغة الإنجليزية البريطانية) إلى اتجاه يساري متطرف حيث تفهم الشيوعية كعملية تبدأ على الفور في ثورة اجتماعية لاستبدال جميع العلاقات الاجتماعية الرأسمالية بعلاقات شيوعية، ورافضة المراحل الانتقالية. بالتالي فهي ترفض دور ديكتاتورية البروليتاريا، التي تراها كإعادة إنتاج للرأسمالية. كما أن هناك اتجاهان رئيسيان داخل نظرية تعميم الشيوعية: أحدهما "ماركسي" (يمثله جيل دوفي، ضمن نظرية الشيوعية، ولاحقا،ً المنشورات التي تروج لها) واتجاه "لا سلطوي" (يمثله تيكون، ضمن اللجنة غير المرئية، وهوستيس).
وقد صاغ دوفي مصطلح "تعميم الشيوعية" في هذا السياق، في أعقاب انتفاضة مايو 68، وذلك في محاولة لتفسير فشلها. لقد قامت نظرية دوفي بدمج تركيز الشيوعية المجالسية على التحرر الذاتي البروليتاري ورفض شكل الحزب مع نقد الشيوعي الإيطالي أماديو بورديجا لما رآه من أشكال رأسمالية في الاتحاد السوفييتي، والذي أكد على أهمية محتوى الشيوعية. وقد تأثر أيضاً برفض السيتواسيونيين للعمل (على الأقل بالكلمات) وتركيزهم على التحول الثوري للحياة اليومية.

## لمحة تاريخية

### الأصول والسوابق
في قانون المجتمع لعام 1843، دعا تيودور ديزامي [الإنجليزية] البابوفي الجديد إلى الانتقال الفوري من الرأسمالية إلى الشيوعية. بدلاً من مرحلة انتقالية بين الاثنين، حيث تصور إلغاء الدولة تدريجياً و"توحيد العلاقات الاجتماعية" من خلال التوقف المباشر للتجارة.
كما دعا الشيوعي الأناركي بيتر كروبوتكين في كتابه "غزو الخبز" إلى المصادرة الفورية لجميع الممتلكات، بهدف ضمان الرفاهية للجميع، بعد فترة من التمرد. واقترح أيضاً تعميم الشيوعية الفوري في العلاقات الاجتماعية، والذي من شأنه دمج العمال الزراعيين والصناعيين في العملية من خلال تلبية كل منهما لاحتياجات الآخر. لكن الشيوعيين الأناركيين اختلفوا حول الشكل الذي سيتخذه تعميم الشيوعية. وقد توصل البعض إلى أن المتمردين أنفسهم بدلاً من الطبقة العاملة المنظمة، هم الذين سيشكلون العامل الحقيقي للثورة الاجتماعية. وقد انتقد الحركة العمالية ووصفها بأنها إصلاحية، فساهم هذا الاتجاه المناهض للتنظيم في تحريض العاطلين عن العمل، ومصادرة الأغذية، وتنفيذ دعاية العمل [الإنجليزية].
ورغم أن الاشتراكي الإنجليزي ويليام موريس كان ينتقد هذا الاتجاه الأناركي الفردي معتبراً كلاً من نظريتها وممارستها "رجعية" على حد سواء، إلا أنه دعا الاشتراكيين، في بيانه الاشتراكيين الإنجليز لعام 1893 إلى تكريس أنفسهم لتحقيق "الشيوعية الكاملة للصناعة على الفور، حيث أصبحت الأشكال الاقتصادية جاهزة وعقول الناس مستعدة تقريباً".

### المفهوم الحديث
في أعقاب احتجاجات عام 1968، صاغ الشيوعي الفرنسي جيل دوفي المفهوم الحديث لتعميم الشيوعية، مستنداً إلى الأعمال السابقة لكل من كارل ماركس وبيتر كروبوتكين التي حددت عناصر الشيوعية الموجودة بالفعل داخل المجتمع. وقد رفض دوفي مفهوم الشيوعية كمنصة سياسية يتم تنفيذها بعد الاستيلاء على السلطة، حيث أن الحركات السابقة التي فعلت ذلك لم تنفذ الشيوعية فعلاً بعد ثوراتها. وقد دعا دوفي بدلاً من ذلك إلى "تطبيق الشيوعية" حيث من شأنها أن "تكسر جميع أشكال الانفصال": من خلال تداول السلع دون مال؛ احتلال أماكن العمل وإخضاعها تحت الملكية الاجتماعية؛ إغلاق أي أماكن عمل لا يمكنها العمل دون التسبب في الاغتراب؛ إلغاء التعليم المتخصص؛ وتفكيك الأسر المكونة من عائلة واحدة.
بعد موجة من الاحتجاجات ضد البطالة في فرنسا خلال أواخر التسعينات، تم تأسيس جماعة تيكون، التي استلهمت إيديولوجيتها من مزيج من الأناركية التمردية، وما بعد البنيوية، وما بعد الماركسية، مع استلهامها الأسلوبي من الطليعة الفرنسية. جاءت الجماعة لتعريف شكلها المعادي للسلطة من الشيوعية بمصطلح "تعميم الشيوعية"، مشيرين إلى فترة تمرد من شأنها أن تؤدي إلى تغييرات هيكلية في المجتمع. حيث رفضت تيكون الاستيلاء على السلطة السياسية، معتبرة أن ذلك سيجعل من الذين يستولون على السلطة طبقة حاكمة جديدة، وبدلاً من ذلك دعت إلى ثورة جذرية تقوم على تحويل الحياة اليومية.

## أنظر أيضا
- أماديو بورديجا
- شيوعية
- المجتمع الشيوعي
- جيل دوفي [الإنجليزية]

- جاي ديبور
- الشيوعية اليسارية
- الماركسية
- ما بعد الماركسية
- المنظمة الدولية لأصحاب المواقف
- تيكوون [الإنجليزية]
- اليسارية المتطرفة

## فهرس
- Kinna، Ruth (ديسمبر 2012). "Anarchism, Individualism and Communism: William Morris's Critique of Anarcho-communism". في Prichard، Alex؛ Kinna، Ruth؛ Pinta، Saku؛ Berry، Dave (المحررون). Libertarian Socialism: Politics in Black and Red. Palgrave Macmillan. ص. 35–56. ISBN:978-0-230-28037-3.
- Loadenthal، Michael (2017). The Politics of Attack: A Discourse of Insurrectionary Communiqués. دار نشر جامعة مانشستر  [لغات أخرى]‏. ISBN:978-1-5261-1444-0. JSTOR:j.ctv18b5k7t.{{استشهاد بكتاب}}:  صيانة الاستشهاد: علامات ترقيم زائدة (link)
- Pengam، Alain (1987). "Anarcho-Communism". في Ribel، Maximilien؛ Crump، John (المحررون). Non-Market Socialism in the Nineteenth and Twentieth Centuries. Palgrave Macmillan. ص. 60–82. DOI:10.1007/978-1-349-18775-1_4. ISBN:978-1-349-18775-1.
- Nappalos، Scott (2012). "Ditching Class: The Praxis of Anarchist Communist Economics". في Shannon، Deric؛ Nocella، Anthony J.؛ Asimakopoulos، John (المحررون). The Accumulation of Freedom: Writings on Anarchist Economics. AK Press. ص. 291–312. ISBN:978-1-84935-094-5. LCCN:2011936250.
- Shannon، Deric (2012). "Chopping Off the Invisible Hand: Internal Problems with Markets and Anarchist Theory, Strategy, and Vision". في Shannon، Deric؛ Nocella، Anthony J.؛ Asimakopoulos، John (المحررون). The Accumulation of Freedom: Writings on Anarchist Economics. AK Press. ص. 276–290. ISBN:978-1-84935-094-5. LCCN:2011936250.
- Zepke، Stephen (2014). "Schizo-Revolutionary Art: Deleuze, Guattari and Communization Theory". في Buchanan، Ian؛ Collins، Lorna (المحررون). Deleuze and the Schizoanalysis of Visual Art. Bloomsbury. ص. 31–53. ISBN:978-1-4725-3346-3. LCCN:2014007018. مؤرشف من الأصل في 2023-03-14.

## قراءة إضافية
- Cammate، Jacques (1975). The Wandering of Humanity. ترجمة: Perlman، Fredy. ديترويت: Black & Red.
- Cammate، Jacques (1995). Trotter، Alex (المحرر). This World We Must Leave and other essays. Autonomedia.
- Dauvé، Gilles؛ Martin، François (2015) [1974]. Eclipse and Re-emergence of the Communist Movement. PM Press. ISBN:978-1-62963-043-4. LCCN:2014908066.
- Kropotkin، Peter (2015) [1892]. The Conquest of Bread. لندن: Penguin Classics. ISBN:978-0-141-39611-8. OCLC:913790063.
- Noys، Benjamin، المحرر (2011). Communization and its Discontents: Contestation, Critique, and Contemporary Struggles (ط. 1st). Autonomedia. ISBN:978-1-57027-231-8. مؤرشف من الأصل في 2025-02-14.
- Théorie Communiste؛ Troploin (2008). Endnotes (المحرر). Preliminary Materials for a Balance Sheet of the 20th Century. End Notes. ج. 1. ISBN:978-0-9933699-0-2. مؤرشف من الأصل في 2025-02-18.
- Tiqqun (2010). Introduction to Civil War. لوس أنجلوس: Semiotext(e).
- Tiqqun (2011). This is Not A Program. ترجمة: David Jordan، Joshua. لوس أنجلوس: Semiotext(e).
- Tiqqun (2012a). Theory of Bloom. ترجمة: Hurley، Robert. بيركيلي (كاليفورنيا): LBC Books.
- Tiqqun (2012b). Preliminary Materials for a Theory of the Young-Girl. ترجمة: Reines، Ariana. لوس أنجلوس: Semiotext(e).